# Чардахи
Чардахи (груз. ჩარდახი) — населённый пункт в краю Мцхета-Мтианети, в Мцхетском муниципалитете в Грузии.
Согласно переписи населения 2014 года, в деревне проживает 700 человек.
17 сентября 2001 года возвращавшийся из Кобулети на внедорожнике марки «Мерседес-Бенц» ML 320 известный футболист Давид Кипиани на повороте к селу Чардахи на огромной скорости врезался в ореховое дерево. Он скончался по дороге в больницу. По словам милиционеров, причиной аварии могло стать то, что Кипиани разговаривал по мобильному телефону, по другим сведениям за несколько секунд до автокатастрофы у Давида случился инфаркт.